# دخترخاله (فیلم)
دخترخاله (ایتالیایی: La cugina) یک فیلم عاشقانه ایتالیایی به کارگردانی آلدو لادو است که در سال ۱۹۷۴ منتشر شد و دربارهٔ زندگی عاشقانه چند جوان در دههٔ ۱۹۵۰ در سیسیل است.

## گزیدهٔ بازیگران
- ماسیمو رانیری
- دایل هادون
- کریستین دسیکا
- استفانیا کاسینی
- فرانچسکا رومانا کولوتسی
- خوزه کوالیو
- لائورا بتی
- لوردانا مارتینز